# ایگای مائولانا ویکری
ایگای مائولانا ویکری (انگلیسی: Egy Maulana Vikri؛ زادهٔ ۷ ژوئیهٔ ۲۰۰۰) بازیکن فوتبال اهل اندونزی است.
از باشگاه‌هایی که در آن بازی کرده‌است می‌توان به باشگاه فوتبال لخیا گدانسک اشاره کرد.
وی همچنین در تیم‌های ملی فوتبال زیر ۲۳ سال اندونزی، و اندونزی بازی کرده‌است.